# Juin 1819

## Événements
- 12 juin, France : Honoré de Balzac devenu bachelier en droit, entre à l'étude d'avoué de maître Guillonnet-Merville où Jules Janin est déjà saute-ruisseau (surnom des clercs de notaire débutants).

- 20 juin, États-Unis : le navire américain Savannah, parti le 22 mai de Savannah arrive à Liverpool, au terme de la première traversée de l'océan Atlantique par un bateau à vapeur en un peu plus de 29 jours et 11 heures. 87 % du voyage a été cependant fait au moyen des voiles.

- 22 juin - 5 juillet : passage des Andes par l’armée indépendantiste de Nouvelle-Grenade conduite par Simón Bolívar[1]. Premier affrontement avec les Royalistes à Paya le 27 juin[2].

## Naissances
- 3 juin : Johan Barthold Jongkind, peintre, aquarelliste et graveur néerlandais († 9 février 1891).
- 5 juin : John Couch Adams (mort en 1892), mathématicien et astronome britannique.
- 6 juin : Ernst Wilhelm von Brücke (mort en 1892), histologiste et physiologiste allemand.
- 10 juin : Gustave Courbet, peintre français († 31 décembre 1877).
- 20 juin : Jacques Offenbach, compositeur français († 5 octobre 1880).

## Décès
- 5 juin : Bodawpaya, ou "Bodawphaya", roi de Birmanie de 1782 à 1819 (° 11 mars 1745).